# Edson Martins
Edson Martins nascido em 4 de outubro de 1989, (32 anos). É um atleta brasileiro de bobsleigh. Participou dos Jogos Olímpicos de Inverno de 2014 e dos Jogos Olímpicos de Inverno de 2018, como integrante da equipe brasileira de bobsleigh. Em 2014 ficou na vigésima nona posição (com Edson Bindilatti, Fábio Gonçalves Silva e Odirlei Pessoni) entre trinta equipes. Representará o Brasil nos Jogos Olímpicos de Inverno de 2022 em Pequim (Beijing), na China.É natural de São Paulo (Capital).